# Stazione di Torrile-San Polo
La stazione di Torrile-San Polo è una stazione ferroviaria posta sulla linea Brescia-Parma. Serve il territorio comunale di Torrile, ed in particolare la frazione di San Polo.

## Storia
L'impianto fu attivato il 26 novembre 1884, provvisoriamente come semplice fermata, alcuni mesi dopo l'apertura della linea ferroviaria, avvenuta il 2 giugno.
L'impianto fu affidato alla Rete Adriatica con esercizio svolto a cura della Società Meridionale, che svolse tale funzione fino al 1905, anno in cui la stazione passò alle neocostituite Ferrovie dello Stato. Nel 2000, all'esercizio FS subentrò la società Rete Ferroviaria Italiana. Sotto tale gestione l'intera linea fu dotata del sistema d'esercizio con Dirigente Centrale Operativo; il relativo apparato ACEI di stazione fu attivato il 14 dicembre 2008.

## Movimento
La stazione di Torrile-San Polo è servita dai treni regionali della relazione Brescia-Parma, eserciti da Trenord e cadenzati a frequenza oraria nell'ambito del contratto di servizio stipulato con la regione Lombardia. Un intenso traffico merci è costituito dai treni per il trasporto di autovetture nuove diretti al raccordo presente in stazione. A novembre 2018, la stazione risultava frequentata da un traffico giornaliero medio di circa 157 persone (79 saliti + 78 discesi).

## Servizi
La stazione è classificata da RFI nella categoria bronze.